# Теобалд I (Лотарингия)
Теобалд I (на немски: Theobald I; на френски: Thiébaud, Thiébaut)* 1191, † 17 февруари 1220) от фамилията Дом Шатеноа е херцог на Горна Лотарингия от 1213 г. до смъртта си. Той е също (de iure uxoris) граф на Дагсбург (1215 – 1217) и граф на Мец (1215 – 1217).

## Биография
Теобалд I е най-големият син и наследник на херцог Фридрих II и Агнес († 19 юни 1226) от Бар, дъщеря на Теобалд I, граф на Бар и Люксембург († 1226) от Дом Скарпон.
Теобалд I се бие на 4 юли 1214 г. в битката при Бувин на страната на император Ото IV, пленен е и скоро след това освободен. През 1218 г. той завладява обратно Росхайм от император Фридрих II и опустошава Елзас. Тогава Фридрих II напада Лотарингия и изгаря Нанси, столицата на Теобалд I, а него залавя.
Теобалд I се жени през 1206 г. за Гертруд фон Дагсбург (* 1203, † 30 март 1225), единствена дъщеря и наследничка на граф Албрехт II фон Дагсбург. Така той става граф на Дагсбург и Мец. Бракът остава бездетен.
Той е последван като херцог на Лотарингия от брат му Матиас II († 1251), а вдовицата му се омъжва през май 1220 г. за неговия противник Теобалд I от Шампан, който скоро я изгонва понеже не получил графствата Мец и Дагсбург и тя се омъжва през 1224 г. за Симон III от Лайнинген, граф на Саарбрюкен, който получава графството Дагсбург. Графството Мец отива на епископия Мец.